# Team Jumbo-Visma/2022
Deze pagina geeft een overzicht van de UCI World Tour wielerploeg Jumbo-Visma in 2022.

## Algemeen
Hoofdsponsors: Jumbo Supermarkten, Visma
Algemeen manager: Richard Plugge
Teammanager: Merijn Zeeman
Ploegleiders: Jan Boven, Arthur van Dongen, Addy Engels, Sierk-Jan de Haan, Mathieu Heijboer, Frans Maassen, Grischa Niermann, Marc Reef, Robert Wagner, Maarten Wynants
Fietsmerk: Cervélo

## Renners
| Naam                 | Geboortedatum | Nationaliteit    | Ploeg 2021                   |
| -------------------- | ------------- | ---------------- | ---------------------------- |
| Wout van Aert        | 15-09-1994    | België           |                              |
| Edoardo Affini       | 24-06-1996    | Italië           |                              |
| Tiesj Benoot         | 11-03-1994    | België           | Team DSM                     |
| Koen Bouwman         | 02-12-1993    | Nederland        |                              |
| David Dekker         | 02-02-1998    | Nederland        |                              |
| Rohan Dennis         | 28-05-1990    | Australië        | INEOS Grenadiers             |
| Tom Dumoulin*        | 11-11-1990    | Nederland        |                              |
| Pascal Eenkhoorn     | 08-02-1997    | Nederland        |                              |
| Jos van Emden        | 18-02-1985    | Nederland        |                              |
| Tobias Foss          | 25-05-1997    | Noorwegen        |                              |
| Robert Gesink        | 31-05-1986    | Nederland        |                              |
| Chris Harper         | 23-11-1994    | Australië        |                              |
| Michel Heßmann       | 06-04-2001    | Duitsland        | Jumbo-Visma Development Team |
| Lennard Hofstede     | 29-12-1994    | Nederland        |                              |
| Nathan Van Hooydonck | 12-10-1995    | België           |                              |
| Olav Kooij           | 17-10-2001    | Nederland        |                              |
| Steven Kruijswijk    | 07-06-1987    | Nederland        |                              |
| Sepp Kuss            | 13-09-1994    | Verenigde Staten |                              |
| Christophe Laporte   | 11-12-1992    | Frankrijk        | Cofidis                      |
| Gijs Leemreize       | 23-10-1999    | Nederland        |                              |
| Sam Oomen            | 15-08-1995    | Nederland        |                              |
| Primož Roglič        | 29-10-1989    | Slovenië         |                              |
| Timo Roosen          | 11-01-1993    | Nederland        |                              |
| Mike Teunissen       | 25-08-1992    | Nederland        |                              |
| Milan Vader          | 18-02-1996    | Nederland        | -                            |
| Tosh Van der Sande   | 28-11-1990    | België           | Lotto Soudal                 |
| Mick van Dijke       | 15-03-2000    | Nederland        | Jumbo-Visma Development Team |
| Tim van Dijke        | 15-03-2000    | Nederland        | Jumbo-Visma Development Team |
| Jonas Vingegaard     | 10-12-1996    | Denemarken       |                              |

* tot 15/8

### Stagiairs
Per 1 augustus 2022
| Naam         | Geboortedatum | Nationaliteit       | Vorige ploeg   |
| ------------ | ------------- | ------------------- | -------------- |
| Thomas Gloag | 13-09-2001    | Verenigd Koninkrijk | Trinity Racing |

### Vertrokken
| Naam                | Geboortedatum | Nationaliteit | Ploeg 2022              |
| ------------------- | ------------- | ------------- | ----------------------- |
| George Bennett      | 07-04-1990    | Nieuw-Zeeland | UAE Team Emirates       |
| Dylan Groenewegen   | 21-06-1993    | Nederland     | Team BikeExchange Jayco |
| Paul Martens        | 26-10-1983    | Duitsland     | Gestopt                 |
| Tony Martin         | 23-04-1985    | Duitsland     | Gestopt                 |
| Christoph Pfingsten | 20-11-1987    | Duitsland     | Gestopt                 |
| Antwan Tolhoek      | 29-04-1994    | Nederland     | Trek-Segafredo          |
| Maarten Wynants     | 13-05-1982    | België        | Gestopt                 |

## Overwinningen
| Nationale kampioenschappen wielrennen Australië - tijdrit: Rohan Dennis Nederland - wegrit: Pascal Eenkhoorn Noorwegen - tijdrit: Tobias Foss Wereldkampioenschap tijdrijden Tobias Foss Omloop Het Nieuwsblad Wout van Aert Drôme Classic Jonas Vingegaard Parijs-Nice 1e etappe: Christophe Laporte 4e etappe: Wout van Aert 7e etappe: Primož Roglič Eindklassement: Primož Roglič Puntenklassement: Wout van Aert E3 Saxo Bank Classic Wout van Aert Ronde van het Baskenland 1e etappe: Primož Roglič Ronde van Sarthe 2e etappe: Olav Kooij 4e etappe: Olav Kooij Eindklassement: Olav Kooij Jongerenklassement: Olav Kooij Ronde van Romandië Ploegenklassement: *1) Ronde van Hongarije 1e etappe: Olav Kooij Ronde van Italië 7e etappe: Koen Bouwman 19e etappe: Koen Bouwman Bergklassement: Koen Bouwman | Critérium du Dauphiné 1e etappe: Wout van Aert 5e etappe: Wout van Aert 8e etappe: Jonas Vingegaard Eindklassement: Primož Roglič Puntenklassement: Wout van Aert Ploegenklassement: *2) Ster ZLM Tour 1e etappe: Olav Kooij 2e etappe: Olav Kooij 5e etappe: Olav Kooij Eindklassement: Olav Kooij Puntenklassement: Olav Kooij Jongerenklassement: Olav Kooij Sibiu Cycling Tour Proloog: Tim van Dijke Ronde van Frankrijk 4e etappe: Wout van Aert 8e etappe: Wout van Aert 11e etappe: Jonas Vingegaard 18e etappe: Jonas Vingegaard 19e etappe: Christophe Laporte 20e etappe: Wout van Aert Eindklassement: Jonas Vingegaard Puntenklassement: Wout van Aert Bergklassement: Jonas Vingegaard Prijs van de Strijdlust: Wout van Aert Ronde van Polen 1e etappe: Olav Kooij | Ronde van Burgos 2e etappe: Timo Roosen Ronde van Denemarken 1e etappe: Olav Kooij 3e etappe: Olav Kooij 5e etappe: Christophe Laporte Eindklassement: Christophe Laporte Puntenklassement: Christophe Laporte Ronde van Spanje 1e etappe (TTT): *3) 4e etappe: Primož Roglič Bretagne Classic Wout van Aert Ronde van Slowakije 2e etappe: Archie Ryan* 3e etappe: Koen Bouwman Jongerenklassement: Archie Ryan* Ploegenklassement: *4) CRO Race 3e etappe: Jonas Vingegaard 5e etappe: Jonas Vingegaard Münsterland Giro Olav Kooij Binche-Chimay-Binche Christophe Laporte |

*1) Ploeg Ronde van Romandië: Dennis, Gesink, Heßmann, Kruijswijk, Kuss, Leemreize, Roosen
*2) Ploeg Critérium du Dauphiné: Benoot, Harper, Kruijswijk, Laporte, Roglič, van Aert, Vingegaard
*3) Ploeg Ronde van Spanje: Affini, Dennis, Gesink, Harper, Kuss, Oomen, Roglič, Teunissen
*4) Ploeg Ronde van Slowakije: Bouwman, Dekker, Hofstede, Leemreize, Ryan*, Staune-Mittet*, van Belle*
* lid van het Development Team
Mannen: 1984 · 1985 · 1986 · 1987 · 1988 · 1989 · 1990 · 1991 · 1992 · 1993 · 1994 · 1995 · 1996 · 1997 · 1998 · 1999 · 2000 · 2001 · 2002 · 2003 · 2004 · 2005 · 2006 · 2007 · 2008 · 2009 · 2010 · 2011 · 2012 · 2013 · 2014 · 2015 · 2016 · 2017 · 2018 · 2019 · 2020 · 2021 · 2022 · 2023 · 2024 · 2025
Lijst van alle renners
Vrouwen: 2021 · 2022 · 2023 · 2024 · 2025
AG2R-Citroën · Astana Qazaqstan · Bahrain Victorious · BORA-hansgrohe · Cofidis · EF Education-EasyPost · Groupama-FDJ · INEOS Grenadiers · Intermarché-Wanty-Gobert Matériaux · Israel-Premier Tech · Lotto Soudal · Movistar Team · Quick Step-Alpha Vinyl · Team BikeExchange Jayco · Team DSM · Team Jumbo-Visma · Trek-Segafredo · UAE Team Emirates